# 인천경제통상진흥원
인천경제통상진흥원(Incheon Business Agency, IBA)은 인천광역시와 중소기업청이 설립한 비영리 재단법인으로 인천지역 중소기업의 경쟁력 강화를 위해 설립된 기관이다. 자금·경영·마케팅·기술·디자인·뷰티산업·일자리 지원사업 등을 추진하고 있다.

## 설립근거
인천광역시중소기업종합지원센터설립및운영조례 제정

## 연혁
- 1996년 6월 25일  인천중소기업종합지원센터 설립
- 2002년 12월 13일  중소기업제품종합전시장(연수구 동춘동) 개관
- 2003년 4월 25일  재단 청사 송도국제도시 이전
- 2005년 8월 1일  부평사무소 개소
- 2008년 8월 26일  인천경제통상진흥원으로 명칭 변경
- 2010년 7월 26일  남동공단내 인천종합비즈니스센터 이전

## 조직

### 이사장

#### 원장

##### 경영관리본부

###### 기획인사팀
- 기획/평가
- 인사/홍보
- 예산/전산

###### 경영지원팀
- 총무/시설관리
- 회계/자금
- 계약

##### 기업지원본부

###### 성장지원팀
- 경영지원
- 자금지원
- 기술지원
- 일자리지원
- 지식서비스지원

###### 마케팅지원팀
- 마케팅지원
- 뷰티산업지원
- 전시판매장 운영

###### 디자인지원팀
- 디자인 및 시제품개발지원
- 디자인교육지원
- 인천디자인지원센터 운영